# Тунг, Карианне
Карианне Ольдернес Тунг (норв. Karianne Oldernes Tung; род. 21 января 1984) — норвежский политический и государственный деятель. Член Рабочей партии. Министр цифровизации и государственного управления с 16 октября 2023 года. В прошлом — депутат стортинга (2013—2017).

## Биография
Родилась 21 января 1984 года в Стадсбюгде в фюльке Трёнделаг.
Получила степень бакалавра в области политологии в Норвежском университете естественных и технических наук (NTNU).
Работала старшим советником в NTNU в и лидером некоммерческой организации Trondheim Tech Port.

## Политическая карьера
В 2003—2011 годах была членом муниципального совета в коммуне Рисса, в 2007—2015 годах — совета фюльке Сёр-Трёнделаг.
По результатам парламентских выборов 2013 года избрана депутатом стортинга от Рабочей партии в избирательном округе Сёр-Трёнделаг. Была членом комитета по здравоохранению и уходу до июня 2015 года, а затем Комитетом по транспорту и коммуникациям. Не баллотировалась на выборах 2017 года.
В 2017 году возглавила отделение Рабочей партии в фюльке Сёр-Трёнделаг, в 2017—2018 годах — в фюльке Трёнделаг.
В 2019—2023 годах была членом муниципального совета в коммуне Тронхейм.
При перестановках 16 октября 2023 года в правительстве под руководством Йонаса Гара Стёре назначена министром цифровизации и государственного управления в Министерстве местного самоуправления и регионального развития Норвегии. Министерство цифровизации и государственного управления создано в 2024 году.